# Holodomor
O Holodomor (em ucraniano: Голодомо́р; romaniz.: Holodomór; derivado de em ucraniano: морити голодом; romaniz.: moryty holodom; lit. "matar pela fome"), também conhecido como a Fome-Terror e por vezes referido como a Grande Fome, foi um período de fome na Ucrânia Soviética entre 1932 e 1933 que causou a morte de milhões de ucranianos. Como parte da mais vasta fome soviética de 1932-33, que afetou as principais áreas produtoras de cereais do país, milhões de habitantes da Ucrânia, a maior parte de etnia ucraniana, morreram de fome numa catástrofe sem precedentes na história da Ucrânia em tempos de paz.
As estimativas iniciais do número de mortos por estudiosos e funcionários do governo variaram muito. De acordo com estimativas mais elevadas, até 12 milhões de ucranianos étnicos teriam perecido em resultado da fome. Uma declaração conjunta das Nações Unidas, assinada por 25 países em 2003, declarou que entre 7 a 10 milhões pereceram. Desde então, a investigação reduziu as estimativas para entre 3,3 e 7,5 milhões. Segundo as conclusões do Tribunal de Recurso de Kiev, em 2010, as perdas demográficas devidas à fome ascenderam a 10 milhões, com 3,9 milhões de mortes por fome directa, e mais 6,1 milhões de défices de natalidade.
Desde 2006, o Holodomor é reconhecido pela Ucrânia e outros 16 países como um genocídio do povo ucraniano levado a cabo pelo governo soviético. Se o Holodomor foi genocídio é ainda objecto de debate académico, tal como as causas da fome e da intencionalidade das mortes. Alguns académicos acreditam que a fome foi planeada por Joseph Stalin para eliminar um movimento de independência ucraniano. Outros sugerem que foi uma consequência da industrialização soviética. O termo Holodomor enfatiza os aspectos artificiais e intencionais da fome, tais como a rejeição de ajuda externa, o confisco de todos os alimentos domésticos e a restrição do movimento populacional.

## 1929: Coletivização da agricultura e adeskulakização("Grande Viragem")

### Objetivos da "Grande Viragem"
No início da década de 1930, Estaline decidiu aplicar uma nova política para a URSS, através da transformação radical e acelerada das suas estruturas económicas e sociais. Essa mudança visava aos seguintes objectivos:
- A coletivação da agricultura, ou seja, a apropriação pelo Estado soviético das terras, colheitas, gado e alfaias pertencentes aos camponeses. Dessa forma, o Estado passaria a estabelecer planos de colecta para a produção agropecuária, que lhe permitiam de modo regular e quase gratuito, abastecer as cidades e as forças armadas, bem como exportar para o estrangeiro. Por outro lado, pretendia-se estabelecer um efectivo controle político-administrativo sobre o campesinato, forçando-o a apoiar o regime soviético. Esse apoio seria igualmente garantido com a eliminação da camada social mais próspera e favorável à economia de mercado, os kulaks.
- A industrialização acelerada da União Soviética, com base nas receitas financeiras obtidas através da exportação dos produtos agrícolas, sobretudo dos cereais.

### "Guerra anticamponesa"

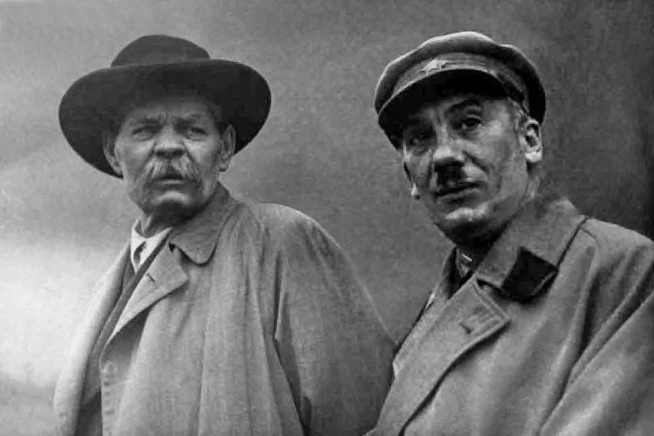
Genrikh Yagoda (direita) na companhia do escritor Máximo Gorki (esquerda). Enquanto vice-chefe da polícia política (O.G.P.U), Yagoda foi um dos principais responsáveis pela repressão do campesinato, no âmbito da colectivização e da deskulakização

O processo de colectivização acelerada da agricultura e de "liquidação dos kulaks enquanto classe" (deskulakização), desencadeado por decisão do comité central do Partido Comunista da União Soviética, em Dezembro de 1929, teve consequências trágicas para milhões de pessoas.[carece de fontes?]
Para a sua execução, os funcionários e membros do Partido Comunista que estavam presentes nos campos, foram apoiados por brigadas de operários e de "activistas" vindos dos centros urbanos. Sendo a União Soviética um país em que a fractura entre o mundo dominante das cidades e o mundo dominado das aldeias continuava a ser profunda, a colectivização foi sentida como uma verdadeira guerra declarada pelo Estado contra  o modo de vida e a cultura camponesa tradicionais.
Os camponeses (82% da população soviética), depois de serem obrigados, através de todo o tipo de abusos e violências, a entregar os bens, são forçados a aderir às explorações agrícolas colectivas (kolkhozes) ou estatais (sovkhozes). Estas destinavam-se a abastecer, de forma regular e quase gratuita, o Estado com produtos agrícolas e pecuários, através de planos de colecta fixados pelas autoridades centrais.
Com base na acusação arbitrária de pertencerem à categoria dos kulaks (camponeses ricos e hostis ao poder soviético),[carece de fontes?] os "socialmente estranhos" ao novo sistema agrícola kolkhoziano, são desterrados a título definitivo para outras regiões, principalmente para o Cazaquistão e a Sibéria. Por outro lado, as operações de deportação visavam fornecer os recursos humanos necessários à colonização e exploração das imensas riquezas naturais, existentes nesses territórios desabitados.[carece de fontes?]
No total, são deportadas — frequentemente de modo caótico e precipitado — cerca de 2,8 milhões de pessoas:
- 2 400 000, dos quais 300 000 ucranianos,[31] no contexto da campanha de deskulakização (1930-1932);
- 340 000, devido à repressão da resistência às requisições predatórias efectuadas pelos organismos estatais encarregues de se apoderar dos cereais (1932-1933).[32][33]

No entanto, em muitos casos, as vítimas da repressão foram simplesmente abandonadas nesses territórios distantes e inóspitos.
Em consequência disso, aproximadamente 500 mil deportados, entre os quais muitas crianças, morreram devido ao frio, à fome e ao trabalho extenuante.
Os sobreviventes, trabalhando como "colonos de trabalho" nas empresas de exploração dos recursos naturais —  exploração florestal, carvão, minerais não ferrosos, metalurgia, agricultura e artesanato — ou nos estaleiros de obras públicas — construção e manutenção de estradas e vias férreas — são tratados como verdadeiros párias, sendo sujeitos a todo o tipo de privações e abusos.[carece de fontes?]
Por sua vez, cerca de 400 mil camponeses foram enviados para uma rede de campos de trabalho forçado (Gulag), gerida pelo O.G.P.U. — na época, sob a direcção de Vyacheslav Menzhinsky — e outros 30.000  foram punidos com a pena capital.
A resposta dos camponeses foi desesperada e muitas vezes violenta, havendo numerosas manifestações, revoltas e distúrbios por todo o país (mais de 14 000 casos registados pelo O.G.P.U.).
Essa resistência mobilizou cerca de três milhões de pessoas, em particular nas regiões do rios Don e Volga, no Cáucaso do Norte, no Cazaquistão, e sobretudo, na Ucrânia.
As motivações da sublevação camponesa foram múltiplas, surgindo de acordo com os novos desafios suscitados pela intransigência do Estado soviético: recusa em aderir aos kolkhozes; oposição à política antirreligiosa das autoridades (encerramento das igrejas, confiscação dos sinos, vandalismo antireligioso dos activistas  da Juventude Comunista); solidariedade com os kulaks e outros "elementos antissoviéticos", vítimas de perseguição; resistência à confiscação, pelos órgãos estatais de colecta, de uma crescente percentagem da produção agropecuária, através de "desvios" e roubos da colheita "colectiva", numa conjuntura económica cada vez mais degradada.

## 1931: Ínício da fome soviética

### Âmbito geográfico
A partir de 1931 — com o perfeito conhecimento das autoridades — as crescentes dificuldades alimentares começam a provocar a morte de centenas de milhares de pessoas, em várias regiões da União Soviética.
A situação é especialmente grave no Cazaquistão (ver: Fome cazaque de 1930-1933), bem como nas principais áreas cerealíferas — Ucrânia, Cáucaso do Norte e território do rio Volga — onde tinha sido oferecida maior resistência à política de colectivização agrícola.

### Causas iniciais da fome
Exceptuando o caso particular do Cazaquistão, as causas iniciais desta tragédia devastadora foram globalmente idênticas:

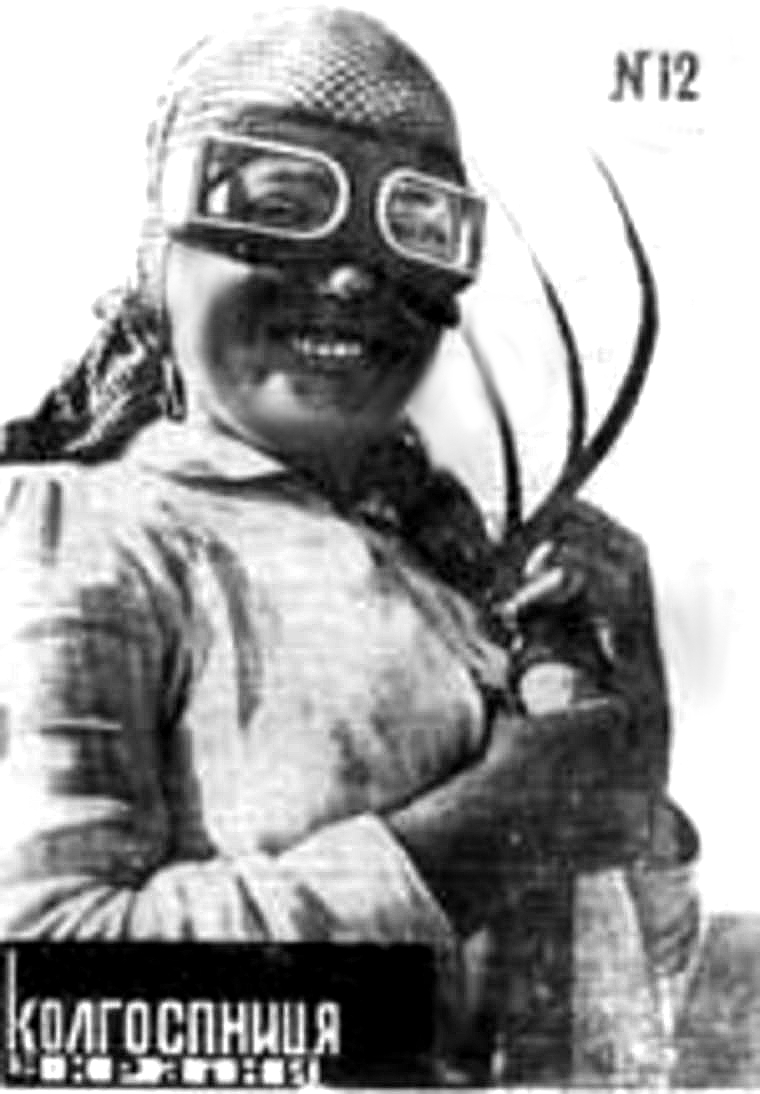
Capa da revista soviética Kolhospnytsia Ukrayiny ("Mulher Kolkhoziana da Ucrânia") de Dezembro de 1932

- a grave desorganização do ciclo produtivo agrícola causada pelas medidas de deskulakização, que visavam reprimir e eliminar as elites camponesas;
- a colectização forçada, que levou muitos dos camponeses a reagir de forma violenta e desesperada, através da destruição de uma grande parte do seu património (alfaias, animais, colheitas, etc.);
- a ineficácia e a miséria que caracterizam os kolkhozes, instituídos num contexto de violência e de caos generalizados;
- as sucessivas e implacáveis vagas de requisição (colectas), através das quais o Estado procura dar resposta a um triplo problema (dificuldades sentidas no processo de industrialização acelerada; explosivo crescimento urbano, em resultado do êxodo rural; necessidade de travar o agravamento da dívida externa, mediante o crescimento da exportação de matérias-primas);
- a resistência dos camponeses face àquilo que consideravam tratar-se de uma "segunda servidão"[50] — designada, por Nikolai Bukharin, de "exploração militar-feudal"[51] — trabalhando cada vez menos, devido à sua rejeição do modelo colectivista imposto pelo regime, ou em consequência da debilidade física gerada pelas dificuldades alimentares;
- as más condições meteorológicas que prejudicaram as colheitas de 1932.[52]

Por conseguinte, a fome desencadeada em 1931 — embora numa escala reduzida, em comparação com os dois anos subsequentes — é na sua origem, o resultado de uma política de inspiração marxista que pretendia eliminar as bases sociais e o modo de funcionamento da economia capitalista.
Havia, no entanto, a plena consciência por parte das forças em confronto — Estado e camponeses — de que se estava a reeditar a situação de violência e de fome que caracterizara o período do comunismo de guerra (1918-1921).

## 1932-1933: Holodomor ucraniano

### Escalada da crise
Em 1931 — em consequência das más colheitas na Sibéria Ocidental e no Cazaquistão — milhares de kolkhozes da Ucrânia, do Cáucaso do Norte e da região do rio Don, foram alvo de requisições acrescidas.
Desse modo, os órgãos estatais de coleta, apesar de uma colheita bastante medíocre (69 milhões de toneladas), conseguiram obter perto de 23 milhões de toneladas.
A Ucrânia foi obrigada a contribuir com 42% da sua produção cerealífera, o que provocou o agravamento da desorganização do ciclo produtivo, iniciada com a colectivização forçada e a deskulakização.
Na Ucrânia e em outras regiões, a partir da primavera de 1932, assistiu-se ao alastramento da fome e ao êxodo dos camponeses em direcção às cidades, suscitando a preocupação das autoridades, nomeadamente dos dirigentes de várias repúblicas. Por seu lado o governo, animado com o êxito das requisições, fixou o plano de colecta para 1932 em 29,5 milhões de toneladas, dos quais 7 milhões deveriam ser obtidos na Ucrânia.
Deste modo, tornou-se inevitável o conflito entre os camponeses, determinados a usar todos os meios para conservar uma parte da produção, e as autoridades locais, obrigadas a cumprir o plano de colecta, o qual, nas palavras do dirigente soviético Sergei Kirov, representava:
| “ | A pedra de toque da nossa força ou da nossa fraqueza, da força ou da fraqueza dos nossos inimigos. | ” |

Com efeito, esses planos são de tal modo elevados, que os obrigam a tentar esconder a maior quantidade possível de cereais, para garantir as reservas alimentares indispensáveis à sua sobrevivência.
A campanha de colecta de 1932 depara-se, por isso, desde o início, com numerosas dificuldades: manifestações dos camponeses atingidos pela fome; fuga dos kolkhozes de um crescente número de trabalhadores; roubo dos bens pertencentes aos kolkhozes (gado, alfaias e sobretudo colheitas) e recusa de muitos funcionários locais e regionais do partido ou dos sovietes em aplicar planos de colecta que condenariam à fome dezenas de milhões de pessoas.
Inicialmente, Estaline manifestou a sua crescente impaciência face ao ritmo lento que caracteriza a campanha de requisições na Ucrânia, acusando os dirigentes locais de serem os responsáveis pela situação, devido ao seu laxismo e falta de firmeza perante os "actos de sabotagem" e de "terrorismo".
Para superar essas dificuldades, a 7 de Agosto de 1932, entrou em vigor a lei sobre o " roubo e delapidação da propriedade social " (mais conhecida por "lei das cinco espigas"), punível com  dez anos de campo de trabalho forçado, ou com a pena capital.
As brigadas encarregues da colecta efectuaram autênticas expedições punitivas, nomeadamente nas regiões cerealíferas. Estas requisições foram acompanhadas de numerosos abusos, violências fisicas e detenções maciças de kolkhozianos.
Apesar de uma ligeira diminuição nos objectivos dos planos de colecta e de uma repressão extremamente dura (mais de 100 000 pessoas foram condenadas nos primeiros meses de aplicação da lei), em 25 de Outubro, Moscovo só colectara 39% da quantidade de cereais exigida à Ucrânia.

### "Interpretação nacional" de Estaline
Mas entre Julho e Agosto de 1932, Stalin concebeu uma nova análise da situação na Ucrânia e das suas causas, expressa a 11 de Agosto, numa carta endereçada a Kaganovitch:
| “ | [A Ucrânia] é hoje em dia a principal questão, estando o partido, o Estado e mesmo os órgãos da polícia política da república, infestados de agentes nacionalistas e de espiões polacos, correndo-se o risco de se perder a Ucrânia, uma Ucrânia que, pelo contrário, é preciso transformar numa fortaleza bolchevique sem olhar a custos. | ” |

Na perspectiva do ditador, o Partido Comunista e o governo ucranianos tinham sido infiltrados por agentes nacionalistas ("Petliuristas") e espiões polacos ("agentes de Piłsudski"), e as aldeias renitentes à colectivização, estavam sob a influência de agitadores contrarrevolucionários.
A decisão de utilizar a fome — provocando artificialmente o seu alastramento — para "dar uma lição" aos camponeses, foi tomada no Outono, num contexto especialmente delicado para o ditador, com a agudização da crise provocada pelo 1.º Plano Quinquenal, o receio de uma  guerra com a Polónia, e o suicídio da sua esposa Nadezhda Alliluyeva.
Em 22 de Outubro de 1932, foram enviadas para a Ucrânia e para o Cáucaso do Norte duas "comissões extraordinárias" — dirigidas respectivamente por Viatcheslav Molotov e Lazar Kaganovitch — com o objectivo de "acelerar as colectas" e tendo o apoio dos mais altos responsáveis do O.G.P.U. (incluindo Genrikh Yagoda).
Simultaneamente, milhares de agentes da polícia política e de "plenipotenciários" do partido foram transferidos, para colmatar a ineficácia das estruturas comunistas locais e reprimir qualquer indício de "sabotagem". Entre Novembro e Dezembro, mais de 27 000 pessoas foram detidas (30% são dirigentes de kolkhozes e pequenos funcionários rurais) com base na acusação de "sabotagem dos planos de colecta".
O recurso à "arma da fome" adquiriu uma lógica e uma violência particulares nos territórios essencialmente ucranianos. Estaline — em perfeita coerência com a sua própria análise acerca das origens e dinâmicas do fenómeno nacional — considerava a Ucrânia um caso de especial gravidade, devido à interligação profunda entre o "nacionalismo burguês" e o campesinato.
De facto, já em 1925, Estaline tinha explicitado o seu ponto de vista sobre a "questão nacional", ao afirmar:
| “ | Que isto explica o facto do campesinato constituir o principal exército do movimento nacional, de que não pode existir um movimento nacional poderoso sem um exército camponês. | ” |

Em conformidade com esta análise, o dirigente do O.G.P.U. ucraniano, Vsevolod Balystsky, definiu, em 5 de Dezembro de 1932, como principal missão a desempenhar pela polícia política da república:
| “ | o urgente desmantelamento, identificação e esmagamento dos elementos contra-revolucionários e kulak-petliuristas que estão a sabotar as medidas aplicadas pelo Governo Soviético e pelo Partido nas aldeias. | ” |

### Repressão do campesinato ucraniano

#### Medidas repressivas
Em resultado da "interpretação nacional" que Estaline fez da situação ucraniana, a decisão de utilizar a fome nesses territórios adquire características específicas de natureza genocidária, confirmadas pela recente desclassificação de milhares de documentos provenientes dos arquivos ucranianos.

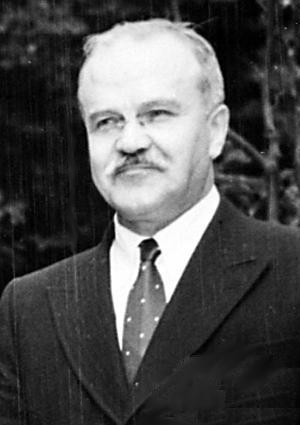
Viatcheslav Molotov, membro do Politburo e responsável pela campanha de requisições na Ucrânia

Assiste-se a uma escalada de medidas repressivas, em grande parte diferentes das aplicadas noutras regiões da União Soviética:
- em 18 e 20 de Novembro de 1932, o Comité Central ucraniano impõe respectivamente aos camponeses particulares e aos kolkhozes, diversas multas em géneros alimentícios, no caso de incumprimento ou de sabotagem do plano de colecta;[87]
- em 1 de Dezembro de 1932, é interditada a comercialização da batata nos distritos refractários, e em 3 de Dezembro, esta medida é igualmente aplicada à carne e aos animais;
- em 6 de Dezembro de 1932, com base no princípio da responsabilidade colectiva, as aldeias sujeitas a esta punição passam a fazer parte de "listas negras";[88][89]
- em 15 de Dezembro de 1932, foi também proibida a importação de artigos manufacturados pelos distritos que não tenham cumprido o plano de requisição;[90]
- entre o Outono e o Inverno de 1932, foi implantado nas fronteiras da Ucrânia — pelas tropas do Ministério do Interior e da milícia — um bloqueio ao fornecimento de alimentos. Esta medida, impediu os camponeses atingidos pela fome de procurar comida na Rússia e em outras regiões, ou de a trazer para a Ucrânia;[91]
- em 22 de Janeiro de 1933,[92][93] Estaline e Molotov deram ordens específicas à polícia política no sentido de impedir o êxodo dos camponeses ucranianos — da Ucrânia e do Cáucaso do Norte — que em desespero procuravam obter comida noutras zonas. Para justificar a decisão, declararam estar convictos de que era uma fuga:[94]

| “ | organizada pelos inimigos do poder soviético, os socialistas revolucionários e os agentes polacos, com objectivos de propaganda, para desacreditar, por intermédio dos camponeses que fogem para as regiões da URSS a norte da Ucrânia, o sistema kolkhoziano, em particular, e o sistema soviético, em geral. | ” |

- nessas regiões, é suspensa a venda de bilhetes de comboio e são montadas barreiras policiais nas estações ferroviárias e nas estradas que levam às cidades. Só no decurso do mês de Fevereiro, foram detidas 220 000 pessoas, fundamentalmente camponeses à procura de comida, dos quais 190 000 são obrigados a regressar às aldeias para aí morrer de fome;[95]

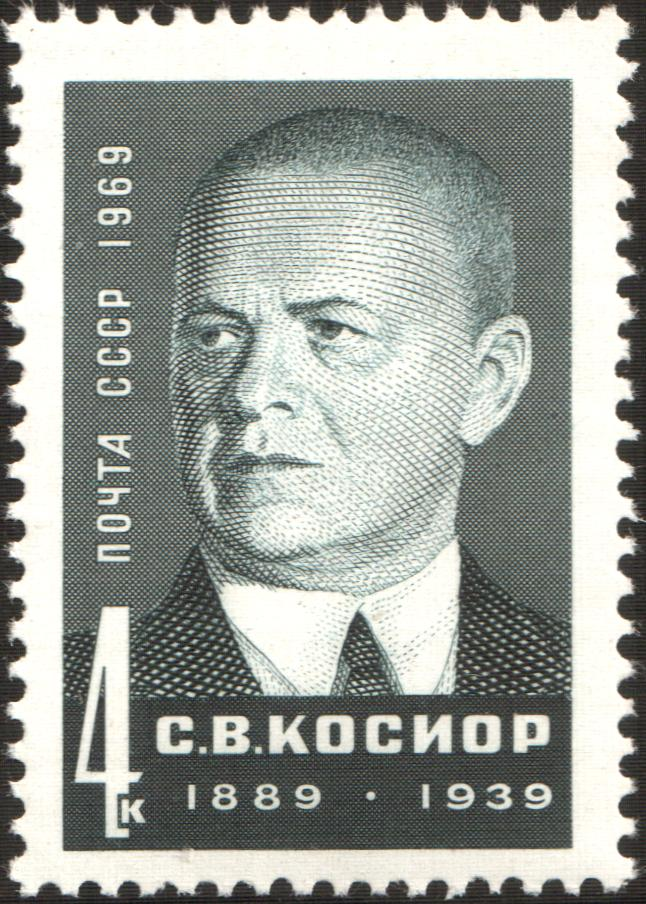
Stanislav Kossior, secretário-geral do Partido Comunista da Ucrânia

- em conformidade com a decisão tomada pelo Conselho dos Comissários do Povo da União Soviética, em 27 de Dezembro de 1932, o governo da Ucrânia decreta, a 31 de Dezembro, a criação do passaporte interno. Esta medida exclui os camponeses, que ficam "presos" à sua terra, numa situação semelhante à do "servo da gleba";[96]
- além da actividade exercida no âmbito do combate aos "sabotadores do plano de colectas" — apoio às brigadas que tentavam localizar os cereais escondidos pelos camponeses, usando todo o tipo de violências e abusos;[97] deportação das populações mais insubmissas e detenção dos suspeitos de actos de sabotagem — a polícia política é a única organização autorizada a recolher informações sobre a fome, de acordo com o decreto do Politburo de 16 de fevereiro de 1933.[90]

A confirmação de que a fome servia para impor a total obediência dos camponeses aos ditames do regime soviético e do seu chefe supremo, está presente na carta enviada para Moscovo pelo secretário-geral do Partido Comunista da Ucrânia, Stanislav Kossior, em 15 de Março de 1933:
| “ | a insatisfatória evolução das sementeiras em numerosas regiões, prova que a fome ainda não levou à razão muitos kolkhozianos. | ” |

No sentido de garantir as condições necessárias às futuras colheitas, entre Janeiro e Junho de 1933, as autoridades centrais adoptaram, de forma tardia, selectiva e insuficiente, várias medidas de auxílio a algumas das regiões atingidas pelas "dificuldades alimentares".
Para cerca de 30 milhões de pessoas atingidas pela fome, são disponibilizadas 320 000 toneladas de cereais, ou seja 10 quilos de cereais por pessoa, representando somente 3% do consumo médio anual de um camponês.
No entanto, esta ajuda, além de privilegiar o abastecimento das cidades, destina-se unicamente aos que a "merecem": os kolkhozianos com melhor rendimento, os brigadistas, os tractoristas, etc.

#### Medidas contra o confisco de alimentos

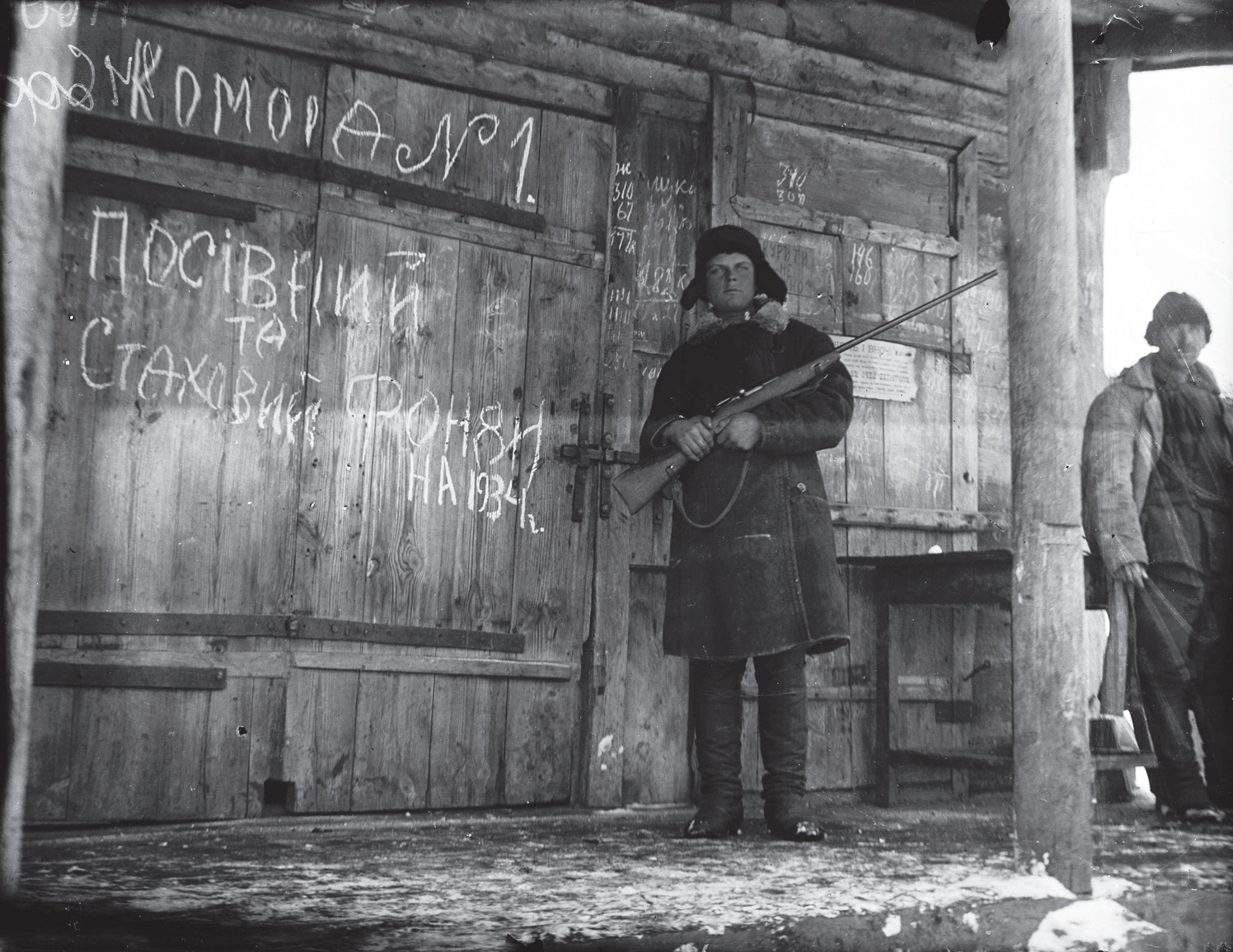
Um membro armado do Komsomol, a organização juvenil do Partido Comunista da União Soviética, protege um celeiro com grãos

Os camponeses recorreram a várias formas de esconder o grão: deitaram-no nas arcas e cobriram-no com roupas, levaram-no para o sótão, enterraram-no no solo e até o deitaram em garrafas cheias de resina e escondidas em poços ou tanques.
Das memórias de Petro Humeniuk:
| “ | O tesouro mais valioso é meio saco de trigo que minha mãe ganhava durante a jornada de trabalho (Ela foi uma das primeiras a se juntar à fazenda coletiva). Esconderam aquele trigo em um baú e as batatas e a beterraba em dois poços: eles o encontrarão em um, depois não o encontrarão no outro. Decidimos não deixar a brigada entrar em casa. (…) Depois de um tempo, a equipe apareceu perto da nossa casa. Arrombaram a porta, bateram nas janelas (…) ainda não esquecerei as ameaças: 'Abra, porque você escolheu comer a porta. Vamos retirá-la e você apodrecerá na prisão' | ” |

No final de 1932, brigadas de ativistas vasculharam casas e quintais de camponeses em busca de comida e desenterraram até o último grão.
Das memórias de Kateryna Nykogda:
| “ | O irmão do meu marido, Paul, teve doze filhos. Em 1932, ativistas invadiram uma casa e começaram a confiscar todos os alimentos. Sua esposa Anna gritou, apontando para as crianças, para ter misericórdia delas, pelo amor de Deus. Eles a empurraram e um dos homens do Exército Vermelho olhou para o fogão e até pegou a última panela de feijão. O irmão do marido, sua esposa e todos os filhos não viveram para ver a próxima primavera | ” |

#### Quadros negros

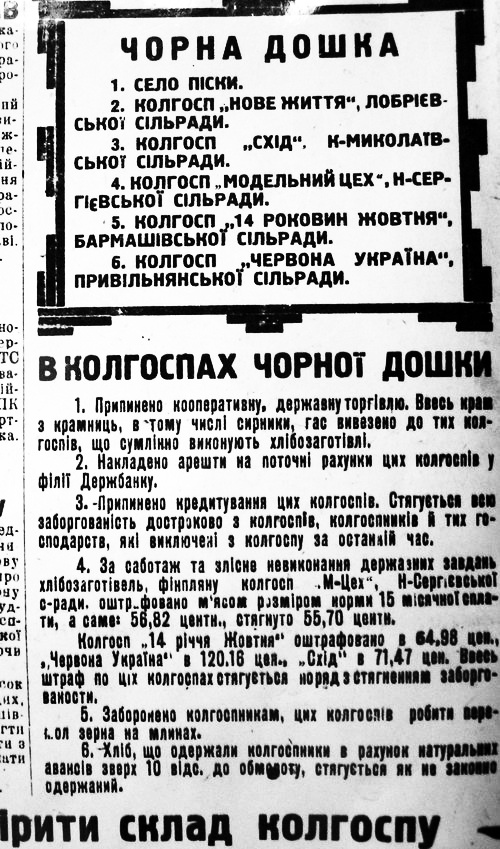
Quadro-negro no jornal "Sob a Bandeira de Lênin" № 150 de 1º de janeiro de 1933 — lista negra e medidas punitivas. Mais de 600 pessoas morreram de fome na aldeia de Pisky, distrito de Bashtansky

Os "quadros negros" foram instaladas em um assentamento para identificar moradores que eram acusados de alguma atividade "contra-revolucionária" e que eram inimigos do povo que buscava minar o processo de coletivização. Os "quadros negros" agiram como uma medida repressiva.
Durante o Holodomor, as aldeias foram incluídas nas listas "por sabotagem maliciosa do fornecimento de grãos". Em 6 de dezembro de 1932, o Soviete dos Comissários do Povo e o Comitê Central do Partido Comunista da Ucrânia decidiram colocar no "quadro negro" várias aldeias. Isso significava:
| “ | Pare a entrega de mercadorias para esta aldeia, pare todos os empréstimos, receba os empréstimos adiantados e outras obrigações financeiras, controle e limpe através da cooperativa RSI e do aparato estatal de elementos e controle hostis e estrangeiros, limpe as fazendas coletivas de esta aldeia, eliminando elementos contra-revolucionários - organizadores da interrupção da compra de cereais | ” |

#### Canibalismo
A fome obrigou os camponeses a quebrar sua dieta tradicional. As informações sobre atos de canibalismo vieram de diferentes regiões da Ucrânia, embora não fossem muito difundidas. Os fatos do canibalismo e os transtornos mentais da fome mudaram o sistema de valores morais e éticos, as pessoas passaram a tolerar aquelas ações que até poucos meses atrás consideravam totalmente inaceitáveis:
| “ | O fenômeno do canibalismo durante o Holodomor - dizem os especialistas - foi de natureza histórica e psicológica. (…) O canibalismo não foi hereditário e como fenômeno acabou com o fim da fome. É claro que este fenômeno é transitório e causado por difíceis condições temporárias. | ” |

Das memórias de Kateryna Nykogda:
| “ | Muitos camponeses desapareceram. As pessoas perderam a cabeça de fome e comeram umas às outras. Na aldeia houve um caso em que uma mãe quebrou a coluna vertebral de seu filho, o cozinhou em um caldeirão e o comeu | ” |

Das informações secretas do promotor distrital de Volnovakha:
| “ | Nezhikova Oleksandra, 40, matou seus dois filhos: um menino, Lukyan, 9, e uma menina, Varka, 2, que ela comeu com sua mãe, Nezhikova Feodosia, 64. | ” |

Segundo Natalia Ivanonva, que foi colega de classe e amiga mais próxima da garota envolvida no evento, Tkachenko Lydia Vasylivna:
| “ | Um dia, na escola, Lydia disse às amigas que ontem, quando voltou para casa depois da escola, não encontrou seu irmão mais novo, Shura. A mãe de Tkachenko, Fenya Trokhimivna, disse a ela que seu irmão havia morrido. No entanto, a casa tem caldeirões cheios de carne cozida. Lydia não comeu, mas contou suas suspeitas para os vizinhos do outro lado da rua: Burlaks. Depois de um tempo, a mãe matou seu segundo filho, Vitya. Depois disso, Lydia fugiu de casa com a amiga Savchenko Alexandra, nascida em 1920, e morou com ela. Mais tarde, ele foi a Tiraspol para visitar seu pai. (…) Ela nunca cruzou o limiar da casa de sua mãe | ” |

Das memórias de Anna Kravchenko:
| “ | A fome é o temor de Deus … As pessoas começaram a comer gente. Então, eles ordenaram à polícia que parasse com o canibalismo. Aqueles que escolheram essa forma de cozinhar cozinharam carne humana à noite. Aqui a milícia chegou ao povoado ao entardecer, ao entardecer, subiu um morro e olhou … Que fumaça sai da chaminé, direto para aquela casa. O fedor de cozinhar carne humana é terrível, e mesmo assim era na rua, porque era cozinhada nos fornos e todo o vapor saía da chaminé. Então foi aquele momento. Eles chegaram à aldeia na estrada de Belovodsk para Markivka. Eles olham - sai fumaça da chaminé da casa extrema e o cheiro é ouvido. Aqui está Semyon e um amigo e mandaram o chefe lá … Eles entram no pátio … A porta da casa está escancarada e uma voz estranha se ouve … Eles cruzam a soleira … O fedor, o sangue respingado … Há três cadáveres no chão e um a vela está acesa. E ao lado deles, uma mulher em trapos, com um olhar perplexo, se ajoelha. Ele está com a faca ensanguentada nas mãos … eu notei … Ela se virou e disse: 'Que bom que você entrou, me ajude a tirar o fígado. Não funciona na maioria dos casos, que estúpida. Amanhã as pessoas se reunirão para jantar e não há nada para lembrar meus parentes. Então, pelo menos alguma coisa' … Então ela quis dizer outra coisa, mas não conseguiu, ela caiu em uma poça de sangue. Eles acenderam uma grande vela e foram até o fogão. O fogão também estava manchado de sangue. Eles tiraram um grande ferro fundido do fogão, e havia uma criança inteira e uma perna e um braço adulto. Semyon imediatamente caiu perto do fogão. Um amigo o levou para o pátio. Mais meninos vieram … Eles jogaram água nele. De manhã, eles se levantaram, com o uniforme inteiro jogado na cama de Semyon, mas ele não. Avisaram o patrão e ele disse: 'O medo é uma força grande, partiu um homem … Bom, … por tudo, rapazes, a vontade de Deus' | ” |

De um relatório especial sobre um caso de canibalismo em Shaparsky:
| “ | No dia 20 de fevereiro deste ano, às 4 da tarde, uma cidadã da aldeia de Shaparske, distrito de Novopskovsky, Khrypun Domniziya Vasylivna, juntamente com sua filha Khrypun Ulyta, esfaqueou uma menina de 8 anos, filha de Domnizia, irmã mais nova de Ulyta, cujo coração e fígado foram cortados e fervidos em um caldeirão para consumo. | ” |

Do caso de investigação nº 137 da cidade de Berezovo:
| “ | Durante o interrogatório de Hylinychiv Andriy e Varvara, foi estabelecido que em 27 de junho, aproximadamente às 19h00, Varina Gilinych, com o consentimento e na presença de seu marido Andriy Gilinych, esfaqueou sua filha Anna, de um ano, que era sentada em um banco, e corte-o em pedaços. A carne foi cozida e comida. Naquela mesma noite, quando seu filho de 4 anos, Petro, foi para a cama e adormeceu, Gvarinich Varvara, com a ajuda do marido de Gilynich, Andriy, estrangulou seu filho adormecido com as mãos e também a cortou em pedaços, que ela cozinhou e comeu. | ” |

#### Alimentos substitutos
Entre os alimentos consumidos durante o Holodomor estão:
- Cogumelos. Pessoas famintas geralmente morriam por comer cogumelos em excesso. Em seguida, foi dito sobre os cogumelos: "Eu não comi, morri, comi, caí".[117]
- Madeira. Espinhos ou troncos de maçã. A cereja não era considerada boa porque "cheirava a cola". Naquela época, eles diziam: "Você vai comer lenha de fome".[114]
- Carcaças de gado morto regadas com ácido carbólico ou resina que foram coletadas de cemitérios de gado.[118]
- Ossos. O caldo foi fervido. Os camponeses também evaporavam ossos velhos em caldeirões, trituravam e comiam.[104]
- Urtiga. As folhas jovens de urtiga foram secas no forno, moídas e cozidas em água. Sopa de urtiga também foi preparada.[119]
- Palha. A palha foi picada em pequenos pedaços.[117]
- Sangue animal. Os camponeses coletaram neve com sangue de um animal morto por lobos. Havia evidências de camponeses matando gado para beber imediatamente o sangue fresco, pelo qual morreram.[114]
- Pele de bezerro. Pedaços de pele salgada podre obtidos dos celeiros foram lavados no rio.[117]
- Batatas podres. Batatas congeladas foram assadas e batatas podres foram moídas.[118]
- Cães e gatos. No final de 1932, um correspondente estrangeiro descobriu que, em uma cidade a 30 km ao sul de Kiev, os moradores haviam comido todos os cães e gatos. "Coma um cachorro se estiver com fome" era uma frase da época.[118]
- Cavalos. Um consumo massivo de carne de cavalo começou. À noite, as pessoas extraíam cavalos mortos de cemitérios de gado, faziam geleia com eles e os salgavam para armazenamento.[118]
- Aranhas. O consumo de aranhas começou a se estabelecer apesar do fato de que na sociedade ucraniana era proibido matá-las por motivos rituais.[118]
- Animais como ratos, sapos, ouriços, cobras, besouros, vermes, esquilos, garças, cegonhas e formigas.[118]

#### Sobrevivência no Holodomor
Campanhas de confisco em grande escala — até dentes foram confiscados, junto com a proibição de ucranianos de deixar a região, restrições de ajuda externa e proibição de colher produtos dos campos deixados para apodrecer nos campos, aumentando a mortalidade.
De acordo com uma testemunha da aldeia de Dolotestske:
| “ | Sidir, 12 anos, inchado de fome, foi para o campo da fazenda coletiva depois que a colheita já havia sido feita. Entre os pedaços congelados, o menino encontrou cinco bulbos, não grãos, não um quintal de beterraba, mas cebolas. Ele queria levá-lo para a família, da qual o pai e a irmã mais nova permaneceram. Sim, o chefe da fazenda coletiva, que foi mandado de algum lugar, ao ver tal "crime", o apanhou. O cara nem fugiu porque não tinha forças. Ele oprime o menino e começa a humilhá-lo brutalmente para que não roube a propriedade da fazenda coletiva. Por fim, bateu-lhe na cabeça com o revólver, pelo que o pobre morreu imediatamente. Aos olhos dos camponeses - eles não conseguiam nem se levantar - uma espécie de 'momento educativo' para os demais que ousaram sobreviver. | ” |

Sem comida, os camponeses tiraram seus pertences para trocar por comida. Como era perigoso debulhar o grão nas moagens locais, porque era imediatamente confiscado, as pessoas faziam pedras de moer feitas à mão. A imprensa soviética deu o alarme de que "centenas deles foram encontrados em algumas aldeias". Um dos soviéticos descreveu como naqueles anos um camponês raspava um barril no qual antes guardava manteiga para ferver e extrair vestígios de gordura que, na época, parecia o melhor prato para sua família. Os camponeses cavaram as tocas dos esquilos para encontrar pelo menos um punhado de grãos escondidos por aqueles animais.
Em algumas regiões era proibido coletar alimentos substitutos. No final de 1932, o Conselho Municipal de Lugansk aprovou a resolução obrigatória nº 31 “Sobre a proibição de as pessoas coletarem bolotas, azedas e peras selvagens”. Segundo um certificado de 12 de março de 1933, “famílias famintas comem vários substitutos (espigas, talos de milho, cascas peneiradas, palha seca, melancias e beterrabas podres, batatas, acácias, etc.). Atos de comer carne de cavalo morto foram registrados".
Para sobreviver, as pessoas eram forçadas a comer cães e gatos cozinhando-os “mas eles tinham veias duras e pele por causa disso tudo. E eles cozinhavam geleias de carne com suas cabeças". O consumo de carne de cães e gatos causou aumento de doenças, infecções e intoxicações. Para evitar sua disseminação, as autoridades regaram com querosene as carcaças de animais doentes e as queimaram.
Solas de sapatos, cintos de couro, botas de lona foram consumidos. A comida era preparada não só com as folhas das árvores, mas também com a casca. No entanto, os alimentos substitutos pioraram a saúde das pessoas, levando a várias doenças intestinais e à morte.
Informações sobre camponeses envenenados começaram a chegar de todos os lugares, mas as autoridades não prestaram atenção. Assim, em 30 de março de 1933, na região de Kharkiv, o escritório do comitê distrital de Petrivka do Partido Comunista da Ucrânia, comentando as mortes por alimentos substitutos, enfatizou: “Um inimigo de classe muitas vezes se sacrifica para danificar a construção de fazendas coletivas".

#### Consequências

Muitos camponeses famintos conseguiram evitar as barreiras policiais e chegar às cidades, tendo no entanto, acabado por morrer (Carcóvia, 1933). Foto tirada por Alexander Wienerberger

Em termos demográficos, a mortalidade na Ucrânia, à semelhança dos outros territórios soviéticos atingidos pela fome, incidiu fundamentalmente sobre a população rural, independentemente da sua origem étnica.
No entanto, o regime soviético tinha a perfeita consciência de que essa população rural continuava a representar a "espinha dorsal" da nacionalidade ucraniana (75% a 85% dos ucranianos residiam em aldeias), em contraste com as cidades, etnicamente mais "cosmopolitas" (russos, judeus, polacos, etc.).
Por conseguinte, a fome adquiriu características e dimensões bem distintas das que teria evidenciado noutras circunstâncias políticas.
Apesar de ser bastante menos intensa  e generalizada do que a Fome de 1921 — 1922 , em termos de seca e de regiões afectadas (a colheita de 1945 foi inferior à de 1932, mas não existiu fome generalizada), causou entre três a quatro vezes mais vítimas, em resultado de decisões políticas que procuravam salvar o regime da crise, que ele próprio tinha provocado.
A convicção de que se tinha alcançado uma vitória definitiva sobre o campesinato, foi assumida em diversas ocasiões, pelos mais altos dignitários do regime. São disso exemplo, as palavras de Lazar Kaganovitch:
| “ | nós ganhámos definitivamente a guerra, a vitória é nossa, uma vitória fantástica, total, a vitória do estalinismo. | ” |

de Sergo Ordjonikidze:
| “ | os nossos quadros que enfrentaram a situação de 1932-1933 e que aguentaram […] ficaram temperados como o aço. Acredito que com eles se construirá um Estado como a História nunca viu. | ” |

e de Mendel Khataevich:
| “ | está a decorrer uma luta feroz entre os camponeses e o poder. É um combate até à última gota de sangue. É uma prova de força entre o nosso poder e a sua resistência. A fome demonstrou quem é o mais forte. Custou milhões de vidas, mas o sistema dos kolkhozes viverá para sempre. Vencemos a guerra! | ” |

No decurso da tragédia, o Estado soviético continuava a exportar milhões de toneladas de cereais para o estrangeiro (em 1932, 1 730 000; em 1933, 1 680 000), enquanto  acumulava enormes reservas estratégicas (em 1933, 1 800 000 toneladas).
Num acto de retaliação, em 22 de Outubro de 1933, o adido consular da União Soviética em Lviv, Alexei Mailov, foi assassinado por Mykola Lemyk,  militante  do movimento independentista "Organização dos Nacionalistas Ucranianos".

### Repressão das elites ucranianas

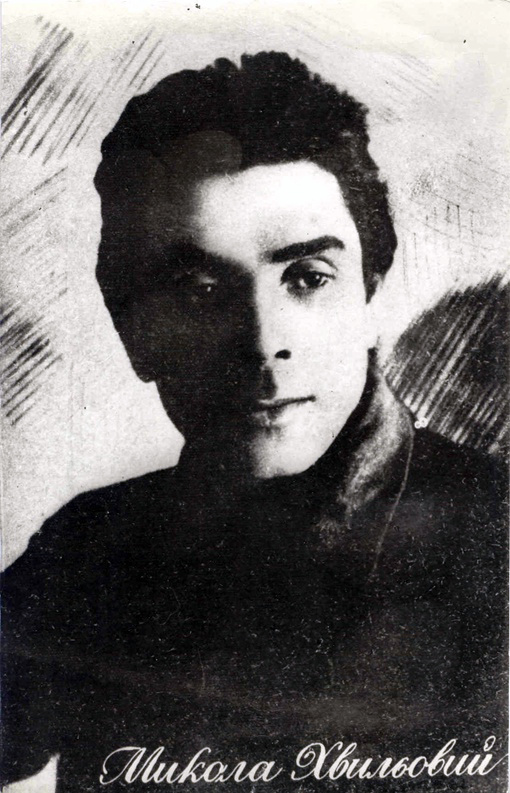
O escritor Mykola Khvylovy, uma das vítimas da vaga de terror contra as elites ucranianas, suicidou-se em 13 de Maio de 1933

Devido à sua convicção de que, na Ucrânia e no Kuban, a questão camponesa era também uma questão nacional, o regime soviético sentiu necessidade de as enfrentar e de as  "resolver" de forma conjunta.
Com efeito, na óptica do regime soviético, os camponeses não eram os únicos culpados da crise, partilhando a responsabilidade com a elite política e cultural ucraniana.
E para que esta resolução fosse duradoura, procedeu à eliminação das elites ucranianas e das suas políticas, suspeitas de conivência com os camponeses.
Em 14 e 15 de Dezembro de 1932, o Politburo aprovou dois decretos especificamente destinados aos territórios de população predominantemente ucraniana, revogando a política das nacionalidades aplicada desde 1923.
Na sua perspectiva, a política de Ucranização ou indigenização ("Korenizatsiya") fora desenvolvida de forma errada na Ucrânia e no Kuban, tendo estimulado o nacionalismo e os seus agentes, inclusivamente no interior do partido e do governo:
| “ | o desleixo levou à «Ucranização» não bolchevique da maior parte dos distritos do Norte do Cáucaso, o que não corresponde aos interesses culturais da população, sendo aplicada sem qualquer controlo dos órgãos regionais sobre o processo de «Ucranização» das escolas e da imprensa, dando aos inimigos do poder soviético cobertura legal para organizar a oposição dos kulaks, dos [ex-] oficiais, dos antigos Cossacos emigrantes e dos membros da Rada do Kuban. | ” |

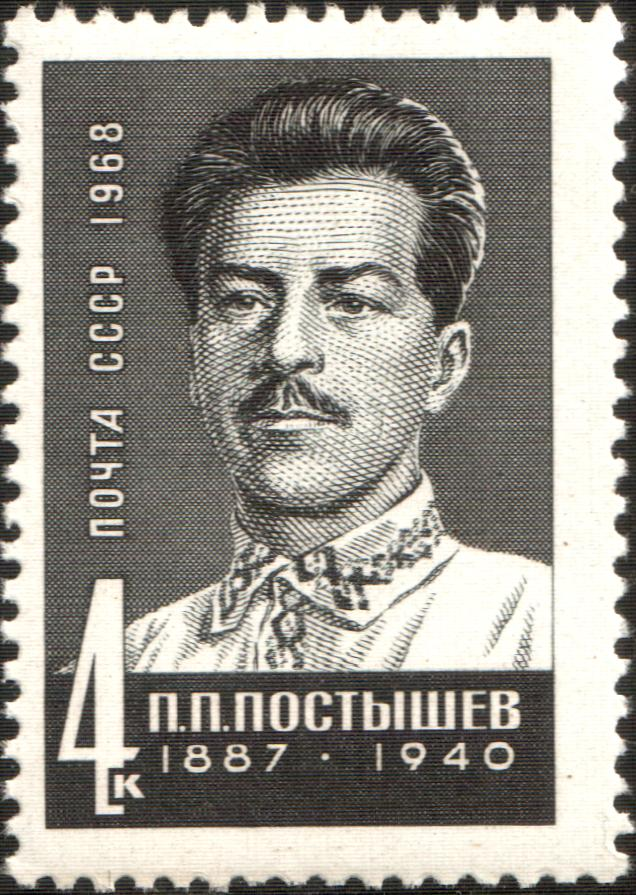
Como vice-secretário-geral do P. C. da Ucrânia, Postychev foi responsável pelo agravamento das requisições agrícolas e pela repressão das elites "nacionalistas"

Em consequência desse diagnóstico, preconizava-se:
| “ | Mudar imediatamente da língua ucraniana para a língua russa, a documentação administrativa dos órgãos soviéticos e cooperativos, bem como todos os jornais e revistas dos distritos «Ucranizados» do Norte do Cáucaso, por ser mais compreensível para a população do Kuban, e também preparar a mudança para a língua russa do ensino nas escolas. | ” |

Esta mudança também afectou as medidas de "Ucranização", de que tinham beneficiado as comunidades implantadas na Rússia. Ao contrário das outras minorias nacionais, os milhões de ucranianos que aí viviam, perderam o direito ao sistema educativo e à imprensa na sua língua, bem como à autonomia política.
Com a chegada, em Janeiro de 1933, de Pavel Postychev, acompanhado de centenas de quadros russos, na qualidade de novo plenipotenciário de Moscovo na Ucrânia, desencadeia-se uma vaga de terror antiucraniano.
A polícia política perseguiu com obstinação as "organizações contrarrevolucionárias nacionalistas burguesas" — alegadamente infiltradas nas instituições políticas e culturais — causando milhares de vítimas.
A título de exemplo, no âmbito das purgas, são reprimidos 70% dos secretários distritais e dos sovietes (entre Janeiro e Outubro de 1933); 40 000 pequenos funcionários dos sovietes; a quase totalidade dos quadros do Comissariado do Povo para a Educação; 4000 professores e 200 funcionários dos institutos pedagógicos.
Por sua vez, individualidades importantes, como o dirigente partidário Mykola Skrypnyk — acusado de ser um "instrumento de elementos nacionalistas burgueses" —  e o director teatral Les Kurbas, são alvo de perseguição.
O escritor Mykola Khvylovy é igualmente vítima desta vaga repressiva, sendo o seu suicídio interpretado como um acto de protesto contra o genocídio em curso.
No seu discurso ao Partido Comunista ucraniano, em Novembro de 1933, Pavel Postychev expôs de modo eloquente a interpretação conspirativa que o regime fazia da situação na república, ao afirmar:
| “ | os erros e falhas cometidos pelo Partido Comunista da Ucrânia, na implementação da política das nacionalidades, foram uma das principais causas para o declínio da agricultura ucraniana em 1931-1932. Não restam dúvidas de que sem a eliminação dos erros na implementação da política das nacionalidades, sem a derrota esmagadora dos elementos nacionalistas, que se tinha instalado em diversas áreas da construção social na Ucrânia, teria sido impossível superar o atraso na agricultura. | ” |

## Legado

### Regressão de estado

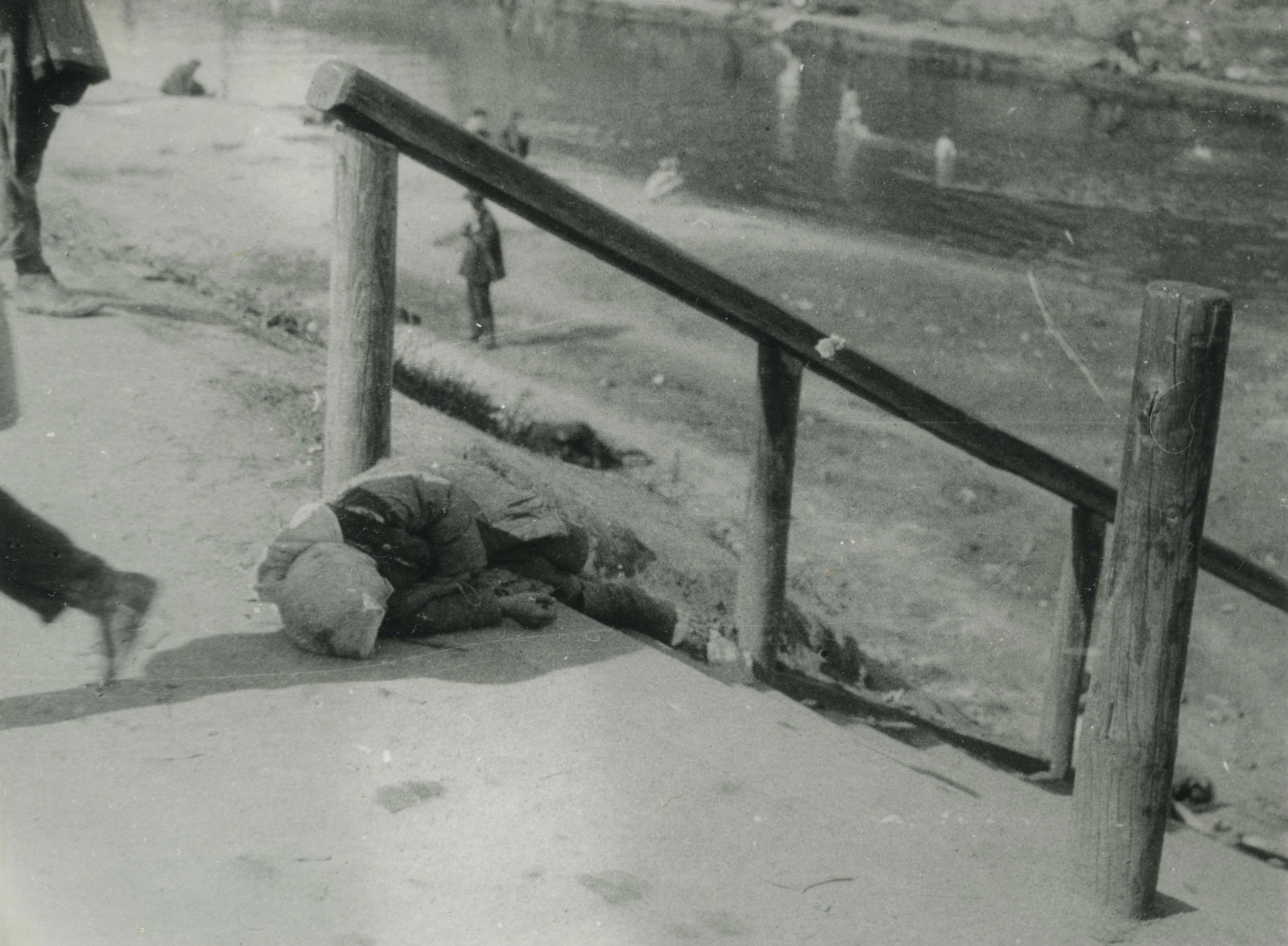
Jovem vítima do Holodomor

Com o seu cortejo de violências, de torturas e de chacinas pela fome, o Holodomor constituiu uma enorme regressão civilizacional. Assistiu-se à proliferação de déspotas locais, dispostos a tudo, para extorquir aos camponeses as suas escassas reservas alimentares e à banalização da barbárie, que se traduziu em rusgas, abusos de autoridade, banditismo, abandono infantil, "barracas da morte", canibalismo e agravamento das tensões entre a população rural e a população urbana.
Apesar da herança do Holodomor apresentar similitudes com as de outras regiões da União Soviética – a "arma da fome" esmagou a resistência camponesa, garantindo a vitória de Estaline e do seu regime totalitário; abriu o caminho para a vaga de terror de 1937-1938 (o "Grande Terror"); transformou o estado federal soviético num império despótico, através da submissão da segunda república mais importante; deixou um legado de dor em numerosas famílias que nunca tiveram direito a expressar o luto, porque a fome se converteu em segredo de Estado – na Ucrânia, as suas marcas físicas e psicológicas foram bastante mais profundas e traumatizantes.
Essas marcas são o resultado da especificidade que caracterizou a evolução dos acontecimentos na Ucrânia e no Cáucaso do Norte:

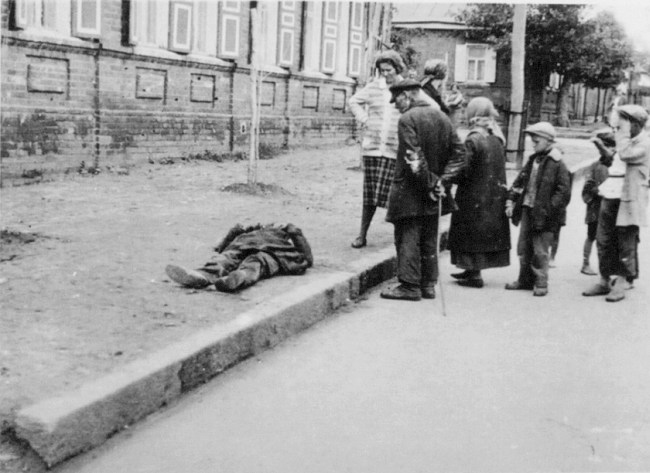
Vítima do Holodomor numa rua de Carcóvia

- uma taxa de mortalidade superior às das outras repúblicas (a taxa de mortalidade por mil habitantes, em 1933, foi de 138,2 na Rússia e de 367,7 na Ucrânia), tendo a esperança de vida descido de 42,9 (sexo masculino) e 46,3 (sexo feminino), em 1926, para  respectivamente 7,3 e 10,9, em 1933. A título comparativo, no ano de 1941, durante a invasão alemã da União Soviética,  a esperança de vida na Ucrânia foi de 13,6 e 36,3, respectivamente para homens e mulheres;[53][170]
- os milhões de vítimas ucranianas — incluindo as da região de Kuban — e os outros milhões de ucranianos submetidos a uma política de russificação, depois de Dezembro de 1932;
- um decréscimo de 20% a 25% da população de etnia ucraniana, tendo a natalidade decaído de uma média de 1 153 000 nascimentos (1926-1929) para 782 000, em 1932 e 470 000, em 1933;[171]
- a decisão de Estaline em utilizar a fome numa perspectiva antiucraniana — em resultado da "interpretação nacional" da crise das colectas no Verão de 1932 — causando o seu agravamento e multiplicando o número de vítimas;
- a eliminação de uma grande parte da elite política e intelectual da república, sob a acusação de "nacionalismo burguês".

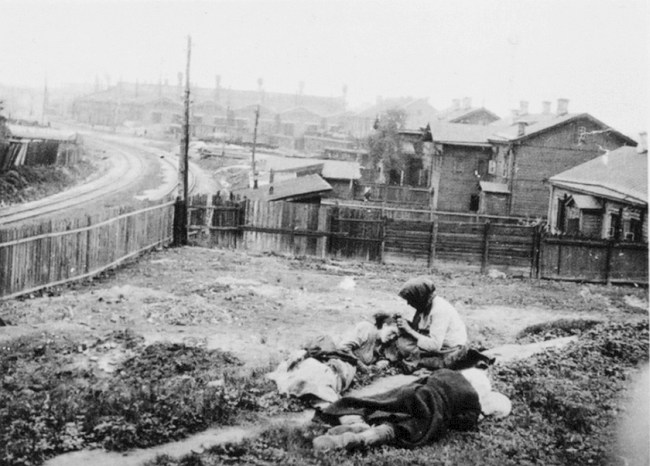
Vítima do Holodomor

Deste modo, toda a sociedade ucraniana foi sujeita a uma enorme violência, comprometendo, por muitas décadas, o difícil processo de construção da identidade nacional.

### Número de vítimas
Relativamente à definição exacta do número de vítimas, os historiadores têm deparado com sérias dificuldades resultantes dos seguintes factores:
- as restrições no acesso a certos arquivos da ex-União Soviética;
- a mortalidade directamente imputável às epidemias de tifo;[desambiguação necessária]
- a política de secretismo imposta pelo regime, ao proibir os funcionários dos sovietes rurais de mencionar a fome como causa da morte;
- a desorganização dos registros, em consequência do falecimento ou da fuga dos funcionários pertencentes às regiões dizimadas;
- a circunstância de muitas vítimas terem ficado insepultas ou enterradas em valas comuns;
- as migrações de camponeses famintos para outras repúblicas soviéticas;
- a adopção da nacionalidade russa, por parte de muitos camponeses ucranianos.[183]

Apesar da existência de estimativas que vão de 1,5 a 10 milhões de vítimas ucranianas, os cálculos mais recentes do historiador Stanislav Kulchytsky, com base em fontes dos arquivos soviéticos, indicam um número entre 3 a 3,5 milhões de mortes.
Por sua vez, calcula-se que 1,3 a 1,5 milhões tenham morrido no Cazaquistão (exterminando 33% a 38% dos Cazaques), além de centenas de milhares no Cáucaso do Norte e nas regiões dos rios Don e Volga, onde a área mais duramente atingida correspondia ao território da República Socialista Soviética Autónoma Alemã do Volga, totalizando aproximadamente 5 a 6 milhões de vítimas, entre os anos de 1931 e 1933.

## Questão do genocídio

### Uma página em branco

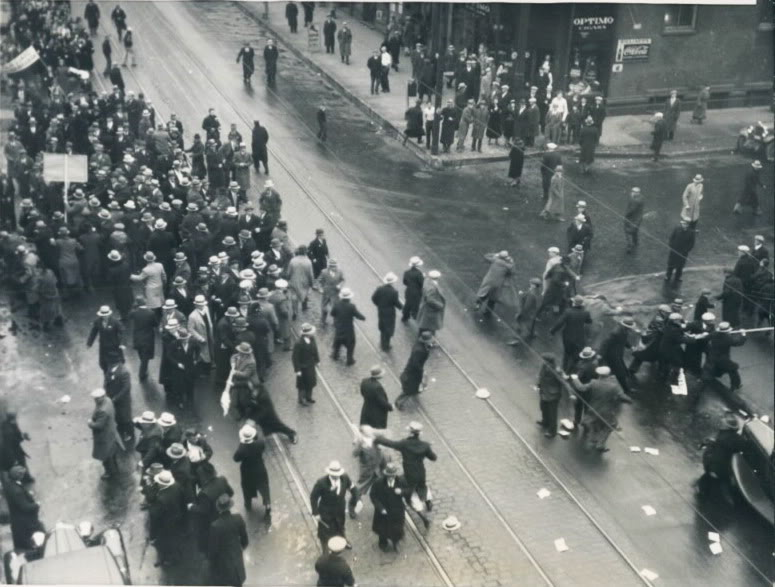
Comunistas atacam uma manifestação de vários milhares de ucranianos contra o Holodomor, em Chicago, EUA. 17 de dezembro de 1933

A fome na União Soviética e na Ucrânia constituiu desde o início um segredo de Estado, permanecendo durante meio século como uma "página em branco" da sua história.
Em Janeiro de 1933, o Ministro dos Negócios Estrangeiros, Maksim Litvinov — contrariando as informações veiculadas por alguns jornais e norte-americanos — negou a existência de qualquer problema, e em Fevereiro, o Politburo emitiu uma resolução, no sentido de restringir as deslocações dos correspondentes estrangeiros.
Também foram rejeitadas as ofertas de auxílio humanitário de várias entidades, tais como o Comité Central de Salvamento da Ucrânia, o cardeal de Viena Theodor Innitzer, o metropolita greco-católico de Lviv Andrii Szeptycki e o Comité Internacional da Cruz Vermelha.
Reagindo às diversas iniciativas humanitárias, o Chefe de Estado soviético, Mikhail Kalinin, acusou os que pediam "contribuições para a «esfomeada» Ucrânia" de serem "impostores políticos" e declarou:
| “ | Só classes degradadas e em desintegração podem produzir elementos tão cínicos. | ” |

Por outro lado, diversas personalidades estrangeiras, como Édouard Herriot, Walter Duranty ou George Bernard Shaw, contribuíram, de forma inconsciente ou deliberada, para a ocultação dos factos.
Estaline, ao receber em Dezembro de 1932, o dirigente ucraniano, Rodion Terekhov, também manifestou a sua posição negacionista:
| “ | Deram-me conhecimento de que é um bom orador, mas também estou a ver que é um bom contador de histórias. Você elaborou uma fábula acerca de uma pretensa fome, pensando certamente que me assustava, mas isso não resultou. Em vez disso, deveria deixar as suas funções de secretário regional e de membro do Comité Central da Ucrânia e trabalhar para a União dos Escritores. Você escreveria fábulas e os imbecis liam-nas. | ” |

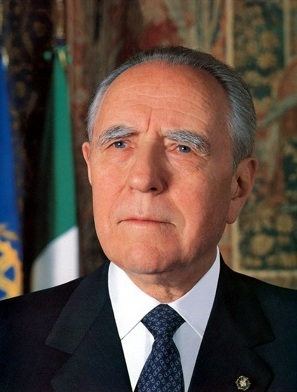
Em 2003, o Chefe de Estado italiano Carlo Ciampi patrocinou um importante encontro académico sobre o Holodomor

Actualmente, ainda persiste a tese negacionista do Holodomor não obstante a existência de numerosa documentação contemporânea aos acontecimentos, como por exemplo:
- a correspondência diplomática italiana,[219][220][221][222] britânica,[223] alemã,[224] polaca[225] turca e japonesa;[226]
- as declarações de jornalistas ocidentais, como Gareth Jones[227][228][229] e Malcom Muggeridge;[230]
- os relatos de simpatizantes do regime, como Harry Lang e Adam Tawdul;[231]
- as denúncias de opositores do sistema estalinista, como Boris Souvarine[232][233] ou Victor Serge;[234][235][236]
- os testemunhos de dignitários desiludidos com o estalinismo, como Fyodor Raskolnikov[237] e Pyotr Grigorenko;[238][239]
- as memórias de sobreviventes  e testemunhas.[240][241][242][243][244][245][246][247][248][249][250][251][252][253][254][excesso de citações]

O Partido Comunista Português (PCP) mantém uma postura negacionista do Holodomor, considerando-o uma falsificação histórica engendrada por anticomunistas com o objetivo de equiparar o comunismo ao fascismo. Em agosto de 2021, Miguel Tiago, dirigente e antigo deputado daquele partido, reafirmou a posição negacionista do PCP, declarando que "o Holodomor só existe na cabeça dos ucranianos" e chamando os seus defensores de nazis, afirmando ser "uma perda de tempo" contestar as provas apresentadas a favor da tese do genocídio.
Conotados com sectores políticos da extrema-esquerda, o jornalista canadiano Douglas Tottle, autor do polémico Fraud, Famine and Fascism: The Ukrainian Genocide Myth from Hitler to Harvard (1987) e a historiadora francesa Annie Lacroix-Riz, afirmam tratar-se, no essencial, de uma invenção propagandística de carácter anticomunista, envolvendo o Vaticano, os imperialismos nazi e polaco e o magnata da imprensa norte-americana Randolph Hearst.

### Posição da comunidade académica
Em 1984, depois de uma campanha promovida pela comunidade ucraniana dos Estados Unidos, as duas câmaras do Congresso aprovaram a constituição da Comissão de Inquérito dos Estados Unidos Sobre a Fome da Ucrânia, sob a direcção do professor da Universidade de Harvard James Mace. No seu relatório apresentado ao Congresso em 1988, a comissão reconheceu como provado o carácter genocidário da fome de 1932-1933.
Por outro lado, graças aos esforços da mais importante organização da diáspora — o Congresso Mundial dos Ucranianos Livres — foi criada, em 14 de fevereiro de 1988, a Comissão Internacional de Inquérito Sobre a Fome de 1932-33 na Ucrânia. Esta comissão, presidida pelo professor da Universidade de Estocolmo, Jacob Sundberg, era formada por sete juristas de diferentes países: Reino Unido, Canadá, França, Estados Unidos, Suécia, Bélgica e Argentina.
No relatório final, apresentado em 1990 ao subsecretário da O.N.U para os Direitos Humanos e ao Presidente da Assembleia Parlamentar do Conselho da Europa, a Comissão anunciou as seguintes conclusões:
- existiu uma fome artificial na Ucrânia entre Agosto — Setembro de 1932 e Julho de 1933;
- a fome foi imposta ao povo ucraniano pelo regime soviético, tendo causado um mínimo de 4,5 milhões de mortes na Ucrânia, além de 3 milhões de vítimas noutras regiões da U.R.S.S.[268][269]Em 16 de dezembro de 2003, o Director-Geral da UNESCO, Koichiro Matsuura, condenou o regime estalinista pela sua responsabilidade no Holodomor.[270]

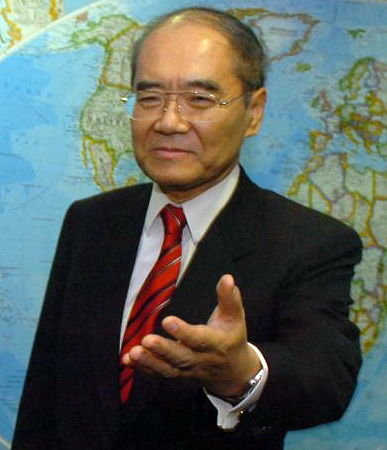
Em 16 de dezembro de 2003, o Director-Geral da UNESCO, Koichiro Matsuura, condenou o regime estalinista pela sua responsabilidade no Holodomor.

Depois do trabalho pioneiro de Robert Conquest
The Harvest of Sorrow: Soviet Collectivization and the Terror-Famine (1986)  e da revolução arquivística e historiográfica de 1991, os meios académicos passaram a dedicar uma crescente atenção a este acontecimento.
Durante os anos noventa, em resultado da acumulação de novos conhecimentos aprofundou-se o debate sobre a natureza da fome. Esse debate  — muitas vezes influenciado por divergências de carácter ideológico — foi protagonizado por diferentes interpretações:
- a "revisionista",[280][281][282][283] que relativiza a dimensão criminal — Stephen Wheatcroft[284]  ou Mark Tauger;[285]
- a "nacional",[145][286][287] que salienta a especificidade genocidária do Holodomor ucraniano — James Mace,[288][289][290][291] Yuriy Shapoval[292] ou Nicolas Werth;[293][294][295]
- a "camponesa",[296][297][298] que destaca, numa perspectiva pan-soviética, o uso da fome como "arma política" contra o campesinato — Viktor Kondrashin[299] ou Georges Sokoloff[300]

No entanto, as comemorações dos 70 anos do Holodomor, em 2003, constituíram um ponto de viragem, em especial, com a realização de uma grande conferência internacional, em Vicenza (Itália).
Deste encontro científico, patrocinado pelo Presidente da República Carlo Ciampi, resultou uma declaração — subscrita  por 28 personalidades académicas da Itália, Alemanha, Ucrânia, Polónia, Canadá e Estados Unidos. — apelando ao Parlamento italiano, bem como a Silvio Berlusconi, que exercia a presidência rotativa da União Europeia, e a Romano Prodi, Presidente da Comissão Europeia, no sentido de  promoverem o reconhecimento internacional do Holodomor como um acto de genocídio.
Em Paris, na Universidade da Sorbonne, também se realizou uma conferência sobre o tema, com a participação de historiadores de diversos países. Nessa ocasião, foi apresentado um apelo, dirigido à Assembleia Nacional francesa e ao Parlamento Europeu, para o reconhecimento da fome de 1932-1933 na Ucrânia, como acto de genocídio.
Em Kiev, na sequência do encontro académico internacional intitulado "É Tempo de Dizer a Verdade", em que estiveram presentes especialistas deste período histórico, bem como deputados, representantes dos meios diplomáticos e da comunicação social, foi igualmente aprovada uma  resolução, apelando ao reconhecimento internacional do genocídio.

### A Ucrânia e o Holodomor
Durante mais de 50 anos a diáspora ucraniana procurou divulgar os factos relativos ao Holodomor, deparando com a indiferença da maioria da opinião pública mundial e com a oposição sistemátiva da União Soviética.[carece de fontes?]
Só depois da desagregação da U.R.S.S. e da recuperação da independência nacional em 1991, é que se tornou possível invocar publicamente o genocídio.[carece de fontes?]
Em 1998, foi instituído no quarto sábado do mês de Novembro, o "Dia da Memória das Vítimas da Fome e das Repressões Políticas" e em 2006, o Parlamento da Ucrânia aprovou uma lei sobre o carácter genocidário do Holodomor.[carece de fontes?]

### Holodomor e a comunidade internacional

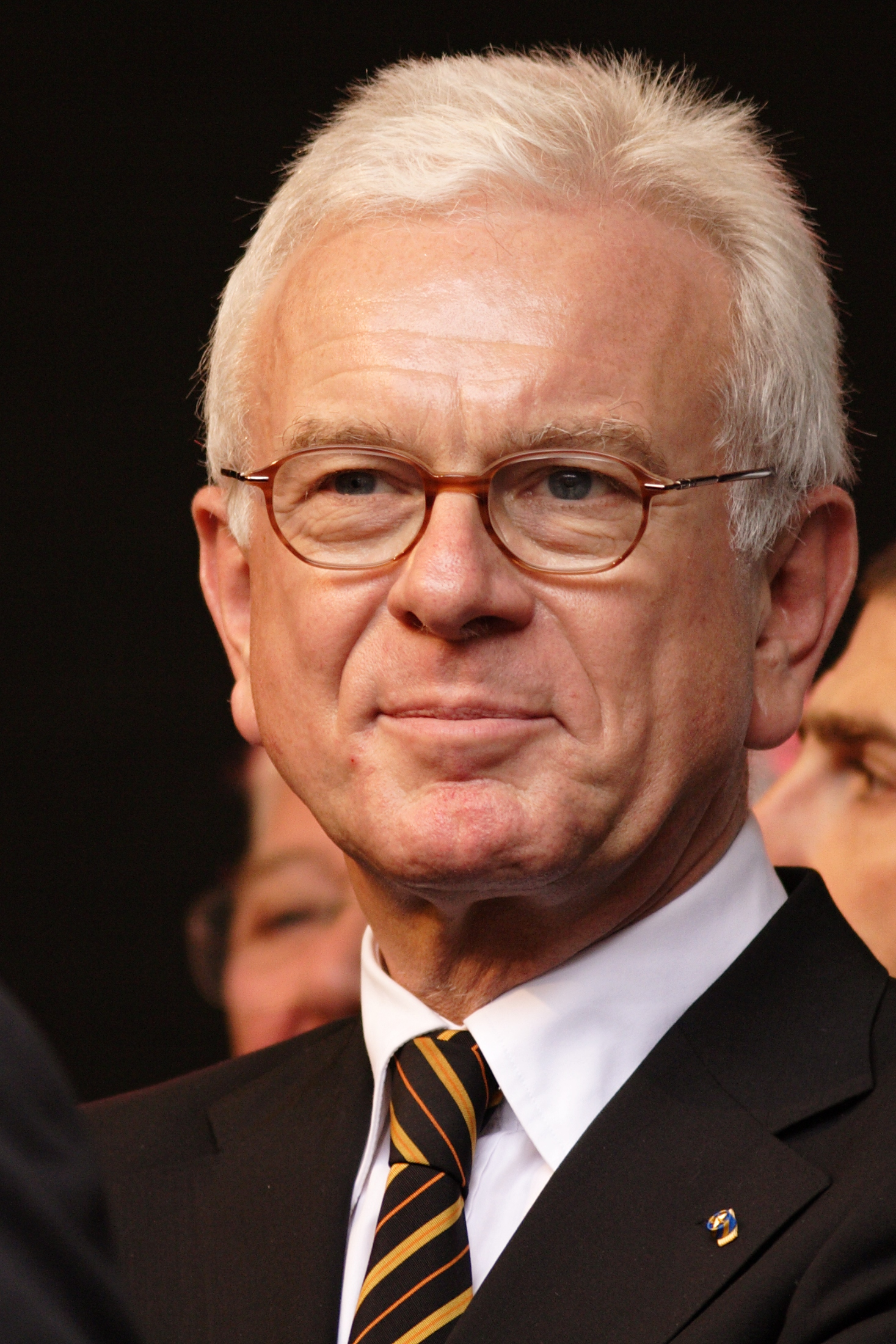
O Presidente do Parlamento Europeu, Hans-Gert Pöttering, prestou homenagem às vítimas do Holodomor, em 21 de novembro de 2007.

A comunidade internacional tem, de forma gradual, vindo a assumir posições favoráveis ao reconhecimento do Holodomor como genocídio, ou mais genericamente, como um crime contra a Humanidade.
No âmbito das organizações internacionais, destacam-se as resoluções aprovadas pela Assembleia Báltica; Assembleia-Geral das Nações Unidas; Assembleia Parlamentar do Conselho da Europa; OSCE Parlamento Europeu  e UNESCO.
Merece igualmente destaque o reconhecimento expresso pelos parlamentos, chefes de Governo e chefes de Estado dos seguintes países:

Mapa dos países que reconheceram o Holodomor como genocídio

- Andorra[328]
- Argentina[329][330]
- Austrália[331][332]
- Brasil[333]
- Canadá[334][335][336]
- Chéquia[337][338]
- Chile[339]
- Colômbia[340][341]
- Equador[342][343]
- Eslováquia[344][345]
- Espanha[346][347]
- Resolução da Câmara dos Representantes dos Estados Unidos. (H.R. 356), U.S. Government Printing Office, Outubro 20, 2003</ref>[348]
- Estónia[349]
- Geórgia[350][351][352]
- Hungria[353][354]
- Itália[355][356]
- Letónia[357]
- Lituânia[358][359][360]
- México[361][362]
- Paraguai[363][364]
- Peru[365]
- Polónia[366][367][368][369][370]
- Portugal[256]
- Ucrânia[371][372][373][374]
- Vaticano[375][376]

### Democídio

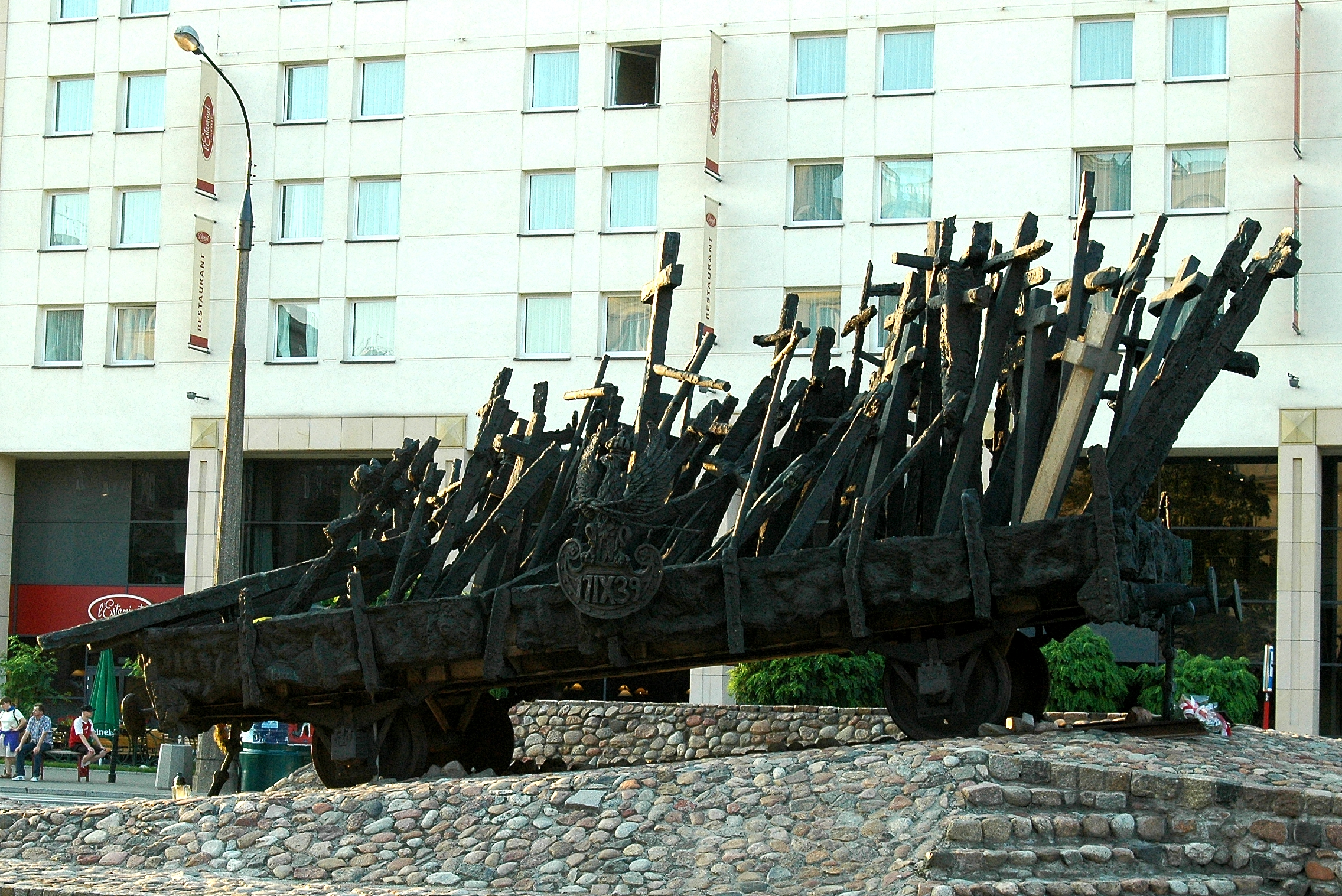
Monumento às vítimas da ocupação soviética da Polónia

Os meios académicos  e políticos têm dedicado igualmente a sua atenção a outros crimes praticados pelo regime estalinista, que evidenciam características genocidárias. A título de exemplo:
- as deportações — entre as décadas de 1930 e de 1950 — de numerosos grupos étnicos da União Soviética ou de países ocupados pelos soviéticos, tais como os Balquares,[387] os Tártaros da Crimeia,[388] os Alemães do Volga,[389][390] os Inguches e os Chechenos,[391][392] os Polacos,[393][394] os Letões,[395][396] os Estonianos,[397][398] os Lituanos,[399][400] os Coreanos[401][402] ou os Finlandeses da Carélia.[403]

- o extermínio de 22 000 prisioneiros polacos, conhecido genericamente por "Massacre de Katyn", em 1940.[404]
- a eliminação de 200.000 prisioneiros húngaros, nos  campos de concentração soviéticos, em 1944-1948.[405]

## Impacto cultural
Ao longo de muitas décadas, a abordagem cultural do Holodomor esteve severamente condicionada pela censura imposta pelo regime soviético, com a natural excepção das comunidades de exilados implantadas no estrangeiro, nomeadamente nos Estados Unidos e no Canadá.[carece de fontes?]
Com a independência da Ucrânia, em 1991, a situação sofreu uma profunda mudança, permitindo a artistas e escritores a possibilidade de o invocar nas suas criações.